# Budapesti Katonatanács

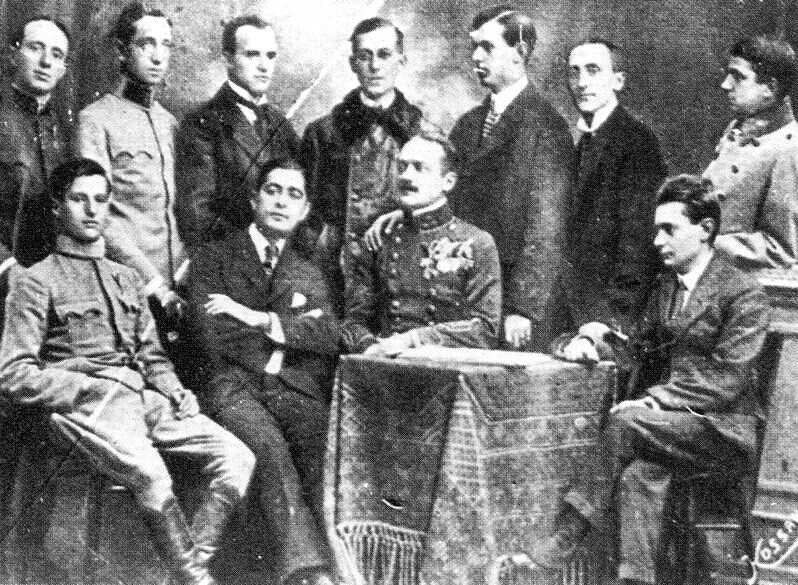
Budapesti Katonatanács

A Budapesti Katonatanács a orosz bolsevik szovjeteknek megfelelő testület volt, amelyet 1918 októberében,az olaszországi front összeomlása után Csernyák Imre repülőszázados szervezett  Oroszországból hazatért magyar bolsevikokból, a közös hadsereg magyar altisztjeiből, közlegényeiből, tisztekből. Csernyákot Károlyi Mihály a cattarói lázadás során ismerte meg, később Károlyi Mihály és köre küldte Moszkvába bolsevik kiképzésre. Gyakorlatilag a Nemzeti Tanács kiegészítő részeként működött, célja a hadsereg forradalmasítása, a (reakciósnak, ellenforradalminak vélt) parancsnokok ellenőrzése, illetve (csakúgy, mint a Nemzeti Tanácsnak) Károlyi Mihály gróf miniszterelnöki kinevezésének elérése. Üléseit a Budapesti Tudományegyetem természettudományi karának múzeum körúti udvarában, a Gólyavárban tartották. Hamar kommunista befolyás alá került, s a vidéki katonatanácsokhoz hasonlóan rendszeresen fegyveres tüntetéseket szervezett, amelyekkel általános zűrzavart keltett. Bolsevik módszerek felhasználásával bontották meg a hadsereg fegyelmét, s bomlasztották fel a haderőt.

## Alapító tagjai
- Hüttner Sándor a 9. honvéd gyalogezred főhadnagya
- Sztanykovszky Tibor a 65. gyalogezred zászlósa
- Lengyel László a 9. honvéd gyalogezred hadnagya
- Czenner Zoltán az 1. honvéd gyalogezred hadnagya
- János Andor tüzérfőhadnagy
- Estefányi Jenő a 16. honvéd gyalogezred századosa
- Madacsányi Geiger József a 47. tábori tarackosezred főhadnagya
- Hoffmann György a 17. honvéd gyalogezred hadnagy
- Pusztaffy Jenő 24. vadászzászlóaljbeli főhadnagy
- Pusztai Gazda Jenő hadnagy
- Bán Pásztor Béla hadnagy

Eleinte a 11-es katonatanács nevet viselte, melyet tagjainak száma után kapott.

## Története

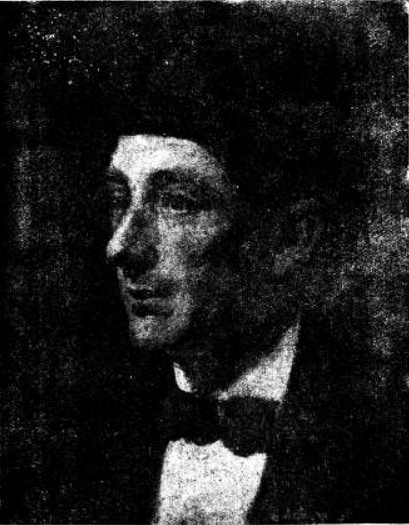
Csernyák Imre, a Katonatanács létrehozója

- 1918. október 10.: Csernyák Imre vezetésével megkezdődik a szervezkedés Budapesten.[3]
- 1918. október 25.: megalakul a Katonatanács. Ugyanezen a napon a katonatanács telefonhívásra átment a Károlyi-palotába, ahol Fényes László, aki egyben fogadta is őket ismertette a Károlyi-párt elképzeléseit, programját. Leszögezte, hogy a király, ha nem Károlyit nevezi ki miniszterelnökké, akkor a Károlyi-párt erőszakkal veszi azt magához. Fényes elmondta, hogy ebben számít a katonatanácsra is, melynek feladata az, hogy megnyerje a katonatömegeket, vagy ha ez nem sikerül, akkor egy esetleges akció esetén passzivitásra bírja őket.[4]
- 1918. október 26.: Csernyák Imre a Katonatanács egyes tagjainak különböző feladatokat adott. Hüttnernek azt, hogy szerezze meg Lukachich Géza karhatalmi és állomásparancsnok karhatalmi dokumentumait. Az akció sikeresnek bizonyult, mivel másnap ezeket Hüttner átadta Fényesnek. Sztanykovszkyt, aki katonaszökevény volt azzal bízta meg Csernyák, hogy a katonaszökevényeket szervezze, toborozza. Lengyel László feladata pedig a rendőrök megnyerése volt.
- 1918. október 27.: Károlyi Mihály, a Nemzeti Tanács elnökeként honvédelmi biztosnak nevezi ki Csernyák Imrét.[5][6]
- 1918. október 29.: döntöttek a Katonatanács baloldali tagjai a fegyveres fölkelésről.
- 1918. október 30.: a Nemzeti Tanácshoz való csatlakozás mellett agitáltak különböző laktanyákban, majd estefele a Katonatanács fegyveresei elfoglalták a Keleti pályaudvart, feltörték a vagonokat, és újabb fegyvereket szereztek. Éjszaka letartóztatták Várkonyi Albert térparancsnokot, és megszállták Budapest pályaudvarait, továbbá a Főpostát, a telefonközpontokat, a különböző stratégiai pontokat, illetve a hidakat.
- 1918. október 31.: reggel a Mária Terézia laktanyát is irányításuk alá vonták.A Tisza gyilkosságban a Katonatanács tagjai közül Csernyák Imre, Hüttner Sándor és Sztanykovszky Tibor részt vett.
- 1918. november 1.: Linder Béla hadügyminiszter elrendelte, hogy a frontokon a magyar katonák tegyék le a fegyvert. Így több tízezren kerültek hadifogságba.
- 1918. november 2.: Linder utasítására átszervezték a Katonatanácsot: elnöke Pogány József lett, alelnöke Csernyák Imre, illetve Sugár Tivadar.

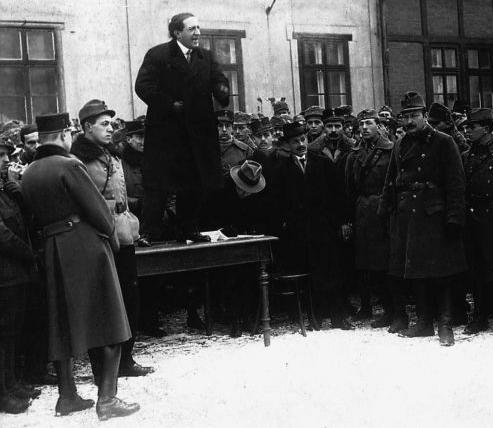
Pogány József, a Katonatanács elnöke szónokol

- 1918. november 4.: a Minisztertanácsban Linder, illetve Batthyány Tivadar a Katonatanács föloszlatását, a vezetők letartóztatását ajánlotta.
- 1918. november 5.: a kormány megegyezett a Katonatanáccsal abban, hogy a tanács propagandisztikus, illetve ellenőrző munkát folytat.
- 1918. december 12.: a kommunistaellenes Bartha Albert hadügyminiszter ellen tüntettek a Katonatanács tagjai, melynek eredménye az lett, hogy Bartha lemondott.
- 1919. január 12.: Pogány József a Katonatanács gyűlésén követelte az "ellenforradalmi" tisztek hadseregből való eltávolítását.
- 1919. február 5.: a Katonatanács felszólította a kormányt, hogy az ellenforradalmat irtsa ki.
- 1919. március 13.: a rendőrség egy része csatlakozott a Katonatanácshoz.
- 1919. március 21.: Részben a Katonatanács követelésére este Váry Albert szabadon engedte a kommunista bebörtönzötteket. Pogány József javaslatára elhatározták a proletárdiktatúra kikiáltását, és megkezdték a fontosabb stratégiai pontok elfoglalását, a rendőrség feletti ellenőrzést.
- 1919. április 14.: a Katonatanács megszűnt a Hadügyi Népbiztosság rendelete alapján.